# Hōkō-ji

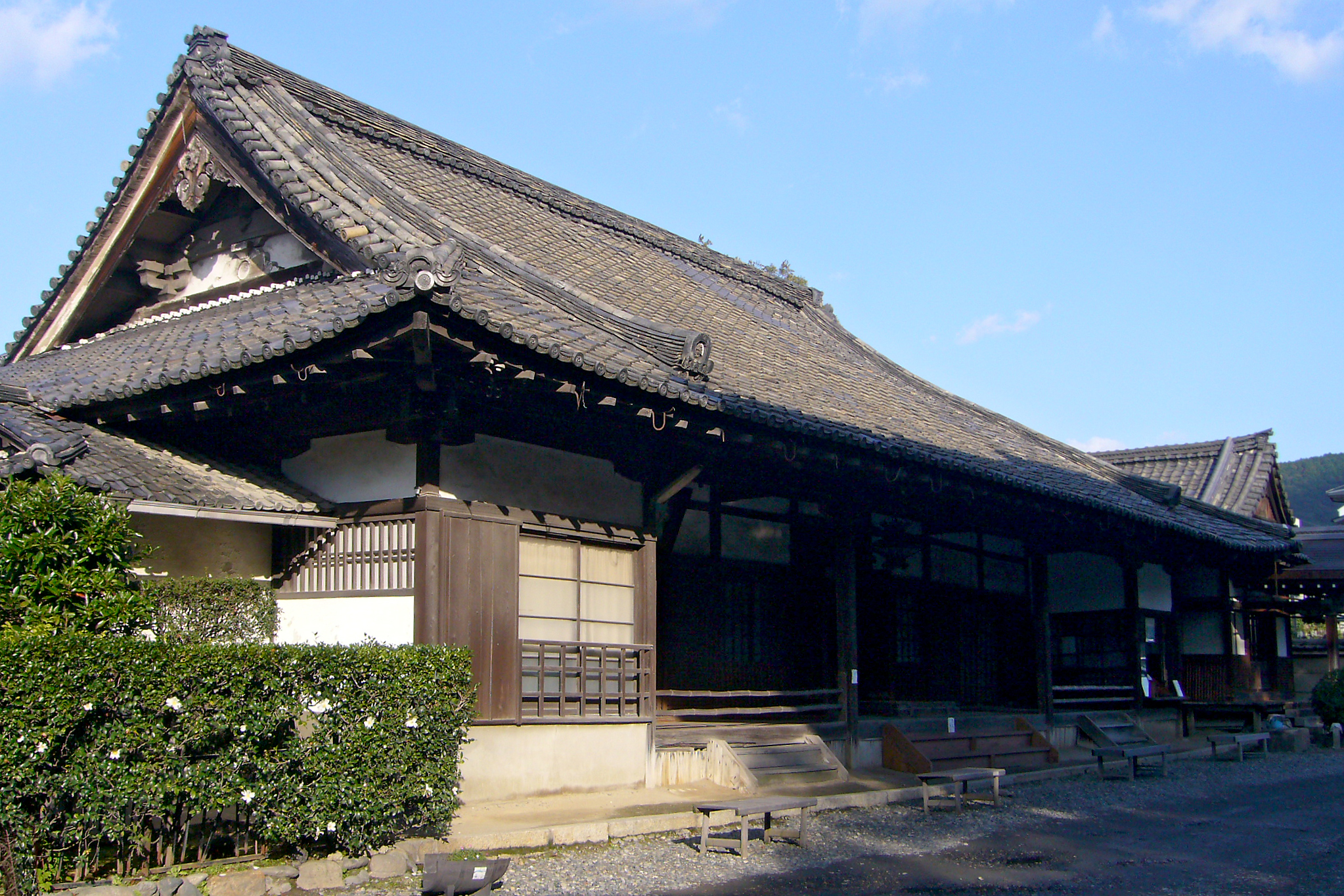
Hōkō-ji, Haupthalle

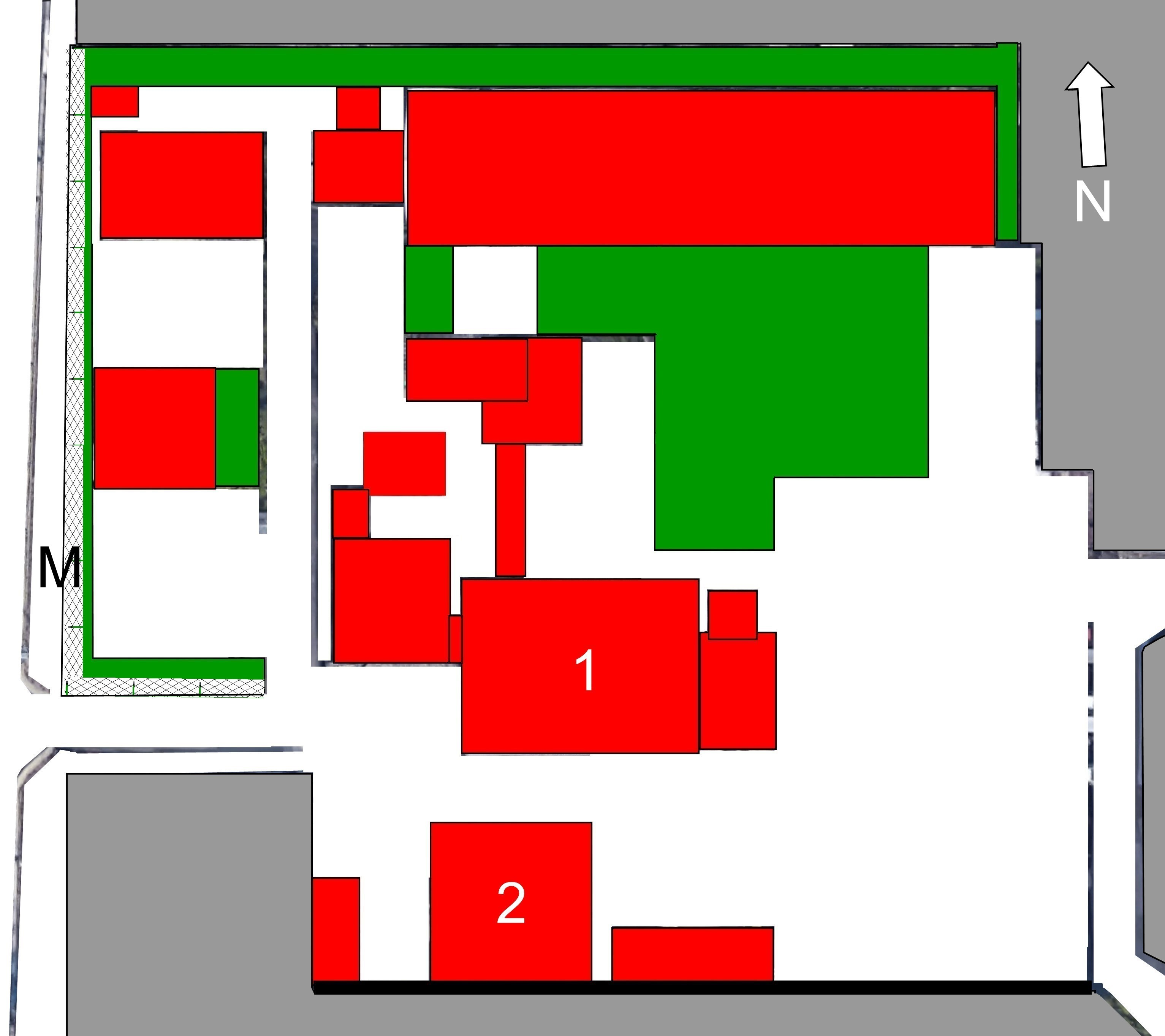
Plan des Tempels (s. Text)

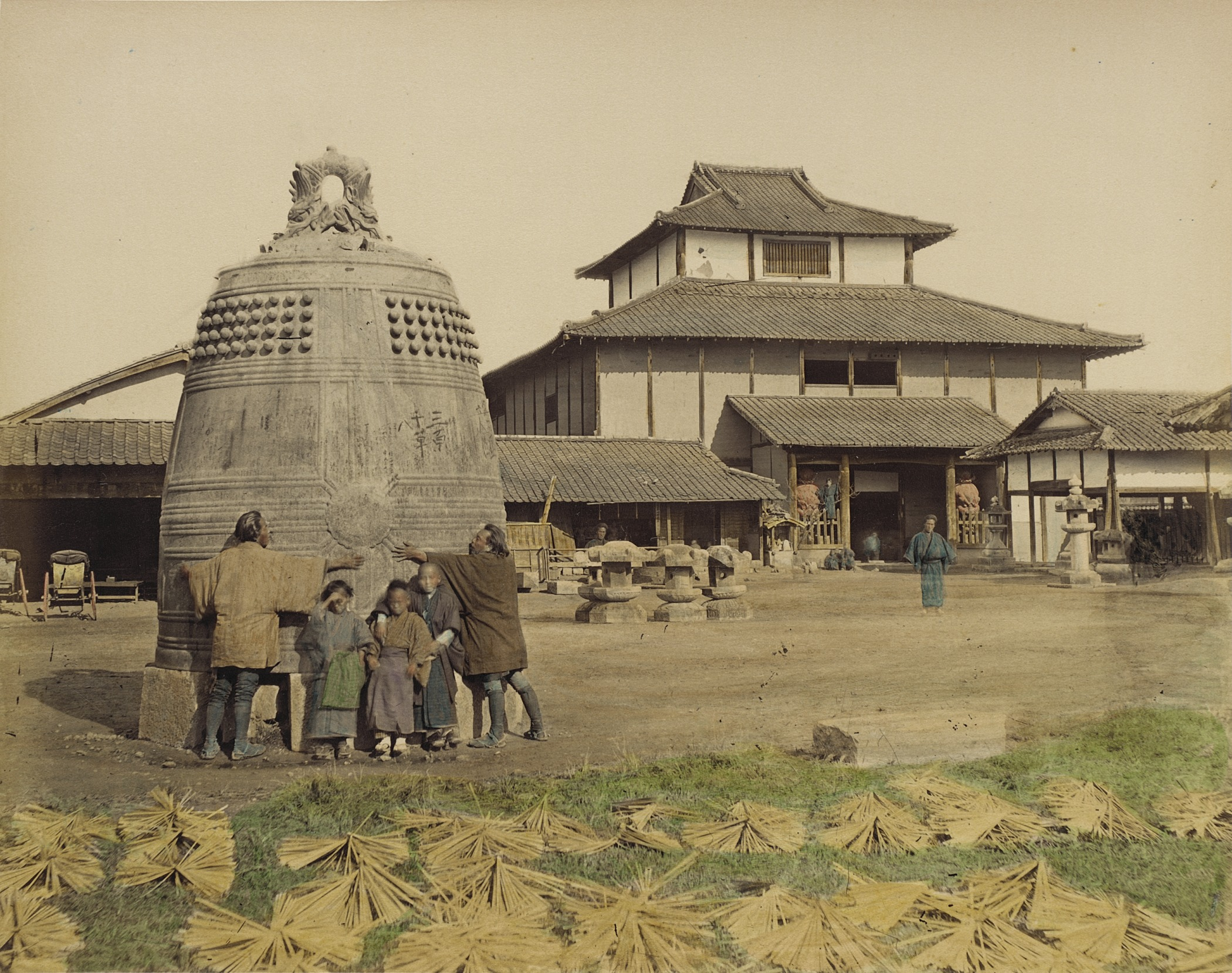
Die Glocke, 1865

Der Hōkō-ji (japanisch 方広寺) ist ein Tempel der Tendai-Richtung des Buddhismus in Kyōto. Er ist bekannt für seine große Glocke, deren Inschrift den damaligen Machthaber im Lande Tokugawa Ieyasu verärgerte.

## Geschichte
Der Hōkō-ji wurde auf Wunsch des damaligen Herrschers im Lande Toyotomi Hideyoshi für eine große Figur des Vairocana-Buddhas nach dem Vorbild des Großen Buddhas des Tempels Tōdai-ji geplant. Unter Leitung des Stadtkommissars (Bugyō) wurden ab 1588 die Daimyō um Spenden für den Bau gebeten. Es wurden große Steine herbeigeschafft, mit der Bauaufsicht wurde Mokujiku Ōgo (木食 応其; 1536–1608) vom Klosterberg Kōya beauftragt. 1588 mussten die Bauern auf Grund des Gesetzes über „Jagen mit dem Schwert“ (刀狩令, Katana-kari rei) ihre Schwerter und Lanzen abgeben, Metall, das für den Tempel gebraucht wurde. Die damit 1595 fertiggestellte Buddha-Halle war 89,8 m breit, 54,8 m tief und 49,2 m hoch. Die Buddha-Figur, aus Holz, rotlackiert, war 19 m groß. Der Buddha war von den vier heiligen Königen (Shitennō) umgeben. Im Eingangstor zum Tempel, ausgeführt als Niōmon (仁王門), standen die Tempelwächter aus rotlackiertem Holz, sie waren 7,2 m groß. 1596 war der Tempel dem Großen Fushimi-Erdbeben ausgesetzt, das der große Buddha jedoch überstand. 1612 war die Beseitigung der Schäden durch Hideyoshis Sohn Hideyori abgeschlossen.
1798 brannte die Große Buddha-Halle nach einem Blitzschlag ab. Man baute den Tempel während der Tempō-Ära (1830–1844) im bescheidenen Umfang – ohne die Buddha-Halle – wieder auf.
Ursprünglich war das Tempelgelände in Nordsüd-Richtung 240 m und in Ostwest-Richtung 200 m groß gewesen. Es umfasste damals auch südlich den heutigen Daibutsudenato-Ryokuchi Park (大仏殿跡緑地公園) und das Geländes des heutigen Toyokuni-Schreins (豊国神社).
An bemerkenswerten Bauwerken gibt es die Haupthalle (本堂, Hondō; im Plan mit 1 gekennzeichnet). Der gegenwärtige Glockenturm (鐘楼, Shōrō; 2 im Plan) stammt aus der Meiji-Zeit. Die Deckengemälde stellen die gegenwärtige und die nächste Welt von Blumen, Vögeln, Tieren und Menschen dar.

## Schätze des Tempels
Die Glocke (梵鐘, Bonshō) im Glockenturm wurde 1612 in Kyōto unter Leitung von Nagoshi Mitsumasa (名越 三昌; gestorben 1638) und Mitarbeitern hergestellt. Die Höhe beträgt 4,2 m, der Außendurchmesser 2,8 m, die Dicke 2,7 cm und das Gewicht 82,7 t. Sie ist als Wichtiges Kulturgut Japans registriert.
Die Inschrift auf der Glocke enthält im Text die Phrasen „国家安康“ und „君臣豊楽“. Die ersten vier Zeichen kann man „Friede der Nation“ lesen, wobei der Vorname „Ieyasu“ (家康) durch das Zeichen 安 auseinandergerissen wird. Die anderen vier Zeichen lassen sich als „Glücklicher Fürst Toyotomi“ lesen. Tokugawa Ieyasu soll über die Inschrift so verärgert gewesen sein, dass er sich entschloss, die Toyotomi endgültig zu vernichten.
Weiter ist eine Steinpagode und im Westen eine Steinmauer (M im Plan) aus der Erbauungszeit erhalten.